# Saturazione arteriosa dell'ossigeno

Curva di saturazione dell'emoglobina

La saturazione arteriosa dell'ossigeno (SaO2) indica la saturazione in ossigeno dell'emoglobina nel sangue arterioso. 
La saturazione viene normalmente misurata con il pulsiossimetro, sul sangue periferico, e viene indicata come SpO2 (saturazione periferica dell'ossigeno).
Una misurazione fisiologica della saturazione si attesta tra il 95 e il 100%. 
Valori compresi tra il 90 e il 95% indicano una parziale assenza dell'ossigeno (lieve ipossia), mentre valori al di sotto del 90% non sono fisiologici e indicano una severa deficienza di ossigeno (grave ipossia).
La saturazione dell'ossigeno misurata all'emogasanalisi è il rapporto tra le concentrazioni di ossiemoglobina ed emoglobina meno le disemoglobine (COHb e MetHb).